# Wilhelm von Mengersen

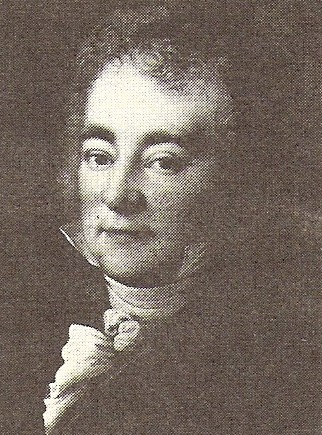
Wilhelm von Mengersen

Friedrich Wilhelm Bruno Freiherr (seit 1816 Graf) von Mengersen (* 25. Februar 1777 in Rheder; † 27. Oktober 1836 in Zschepplin) war ein Adeliger, geboren im Hochstift Paderborn in Westfalen. Er stand in Diensten des Fürstentums Paderborn (Preußen), sowie des Königreichs Westphalen.

## Leben
Im Jahr 1800 erbte er die Güter der Familie von Mengersen im Hochstift Paderborn, Schloss Rheder, Borgholz und Warburg. Hinzu kamen die Drosteien zu Schwalenberg, Oldenburg (paderbornisch-lippisch), Lügde (paderbornisch) und Woldenburg (hildesheimisch). Im Jahr 1803 wurde er auch mit den von seinem Vater erworbenen Gütern Himminghausen, Langeland belehnt. Er führte den in der Familie vererbten Titel des Erbtorhüters des Fürstentums Paderborn.
In der Zeit des Königreichs Westphalen war Mengersen Höfling am Hof von Jérôme Bonaparte. Er war unter anderem Ehrenstallmeister von Königin Katharina. Zwischen 1808 und 1813 war er zudem Mitglied der Reichsstände des Königreichs Westphalen sowie Ratsmitglied des Distrikts Höxter. Geehrt wurde er am 5. Februar 1810 mit der Ernennung zum Ritter des Ordens der westphälischen Krone.
Zur Zeit der Befreiungskriege stand er in preußischen Diensten und war zwischen 1813 und 1815 hochrangiger Offizier des Landsturms. Im Jahr 1814 wurde er zum kaiserlich österreichischen Kammerherrn ernannt. Mengersen erwarb das Gut Zschepplin bei Eilenburg. Am 17. Januar 1816 wurde er in den preußischen Grafenstand erhoben.
1822 war er Mitglied der Vertauensmännerkommission in Berlin. 1826 und 1828 war er Mitglied im Provinziallandtag der Provinz Westfalen. Zeitweise war er auch für das Amt des Landtagsmarschalls im Gespräch.

## Familie

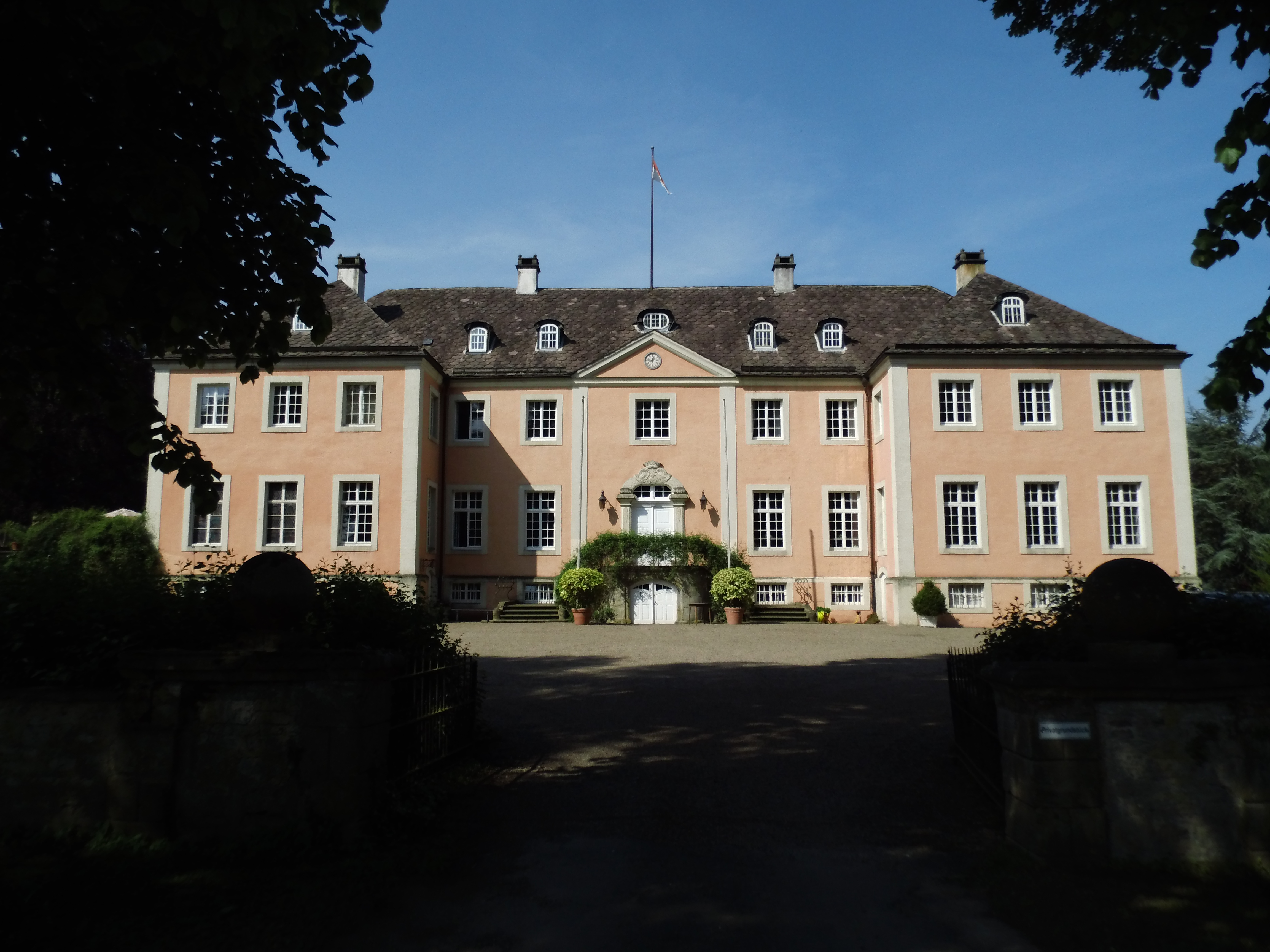
Schloss Rheder

Wilhelm von Mengersen war der Sohn von Clemens August von Mengersen (1742–1800), einem fürstlich Hildesheimer und Paderbornischen Geheimrat und Oberhofmarschall. Seine Mutter war Maria Anna von Westphalen zu Fürstenberg (1755–?). Am 2. August 1802 heiratete Wilhelm von Mengersen Therese Freiin von Bender und Loitha (20. Januar 1785 – 17. August 1844). Sein ältester Sohn Joseph Bruno von Mengersen (1804–1873) war 1851–1852 Mitglied des Provinziallandtags von Westfalen und 1847 Mitglied des Vereinigten Landtags. Sein zweiter Sohn Friedrich Carl Joseph Clemens Bruno Graf von Mengersen starb im Alter von 53 Jahren 1859 in Zschepplin.